# Pachyloides borellii
Pachyloides borellii is een hooiwagen uit de familie Gonyleptidae.